# إيريكو ساتو
إيريكو ساتو (佐藤 衣里子) (25 نوفمبر 1985 في شيزوكا في اليابان – )؛ هي لاعبة كرة قدم كانت تلعب كلاعب وسط. ولعبت مع منتخب اليابان لكرة القدم للسيدات.

## وصلات خارجية
- إيريكو ساتو على موقع عالم كرة القدم.نت (الإنجليزية)